# بارت هيندريكس
بارت هيندريكس (بالإنجليزية: Bart Hendricks)‏ هو لاعب كرة قدم أمريكية ولاعب كرة قدم كندية أمريكي، ولد في 30 أغسطس 1978.